# Sportclub Young Fellows Juventus
El Sportclub Young Fellows Juventus és un club suís de futbol de la ciutat de Zúric. El club va ser fundat el 1992 per la fusió de Young Fellows Zürich (1903) i Società Calcistica Italiana Juventus Zurigo (1922).
Ha jugat més de 50 temporades a la primera divisió suïssa.

## Palmarès
- Copa suïssa de futbol: 1936 (Young Fellows)[4]